# Daphnopsis granvillei
Daphnopsis granvillei är en tibastväxtart som beskrevs av Barringer. Daphnopsis granvillei ingår i släktet Daphnopsis och familjen tibastväxter. Inga underarter finns listade i Catalogue of Life.